# Philippe Thys
Philippe Thys (ur. 8 października 1890 w Anderlecht, zm. 16 stycznia 1971) belgijski kolarz szosowy, trzykrotny zwycięzca Tour de France.
W 1910 Thys wygrał pierwsze Mistrzostwa Belgii w przełaju. Wygrał w Tour de France w 1913 roku, jak i rok później i wszystko zapowiadało kontynuowanie tej dobrej passy, która jednak została przerwana przez wybuch I wojny światowej, podczas której Thys służył we francuskim lotnictwie. Wygrał wyścig dookoła Francji po raz trzeci w 1920.
Thys pobił rekord Luciena Petit-Breton, który miał na koncie dwa zwycięstwa. Rekord Belga był niepobity do 1955, kiedy Louison Bobet go wyrównał i do 1963, kiedy Jacques Anquetil zdobył swoje czwarte zwycięstwo.
Jest jednym z najmłodszych zwycięzców Tour de France, w czasie gdy wygrywał po raz pierwszy miał 22 lata i 9 miesięcy.

## Ważniejsze sukcesy
- 1910 Mistrzostwo Belgii w przełaju
- 1913, 1914, 1920 Tour de France
- 1917 Paryż-Tours, Giro di Lombardia
- 1919 2. miejsce na Paryż-Roubaix
- 1921 Critérium des As
- 1922 5 etapów na Tour de France
- 1924 2 etapy w Tour de France

## Przynależność drużynowa
- Peugeot (1912 - 1913)
- Peugeot-Wolber (1914 - 1918, 1922 - 1923)
- La Sportive (1919 - 1920)
- La Sportive & Pirelli (1921)
- Peugeot-Dunlop (1924)
- Automoto-Hutchinson (1925)
- Opel (1927)